# Palackattumala
Palackattumala é uma aldeia no distrito de Kottayam, no estado indiano de Kerala.

## Pessoas ligadas à Palackattumala
- Jose Kaimlett (1941-2018), padre e missionario, fundador dos Arautos da Boa Nova.